# De Tractors
De Tractors is een rondritattractie in het Belgische attractiepark Plopsaland Belgium en opende op 30 maart 2002. Deze attractie ligt in het themagebied van Big & Betsy, De Big & Betsy Hoeve.
Bezoekers nemen plaats in een tractor waarin maximaal 2 volwassenen of 1 volwassene met 2 kinderen passen. Vervolgens kunnen de bezoekers zelf de tractor bedienen met een pedaal. Doorheen het traject lopen er verschillende boerderijdieren.
De attractie werd gebouwd door het Duitse bedrijf Metallbau Emmeln, net zoals Het Bos van Plop, De Eenden, De Konijntjes en Op Reis met Bumba.
Afbeeldingen